# Aroa yokoae
Aroa yokoae är en fjärilsart som beskrevs av George Thomas Bethune-Baker 1927. Aroa yokoae ingår i släktet Aroa och familjen tofsspinnare. Inga underarter finns listade i Catalogue of Life.